# Uva Rara
Uva Rara ist eine Rebsorte, die in den italienischen Regionen Lombardei und Piemont angebaut wird.

## Verbreitung
Laut dem Ampelographen Victor Pulliat bezieht sich der Name Uva Rara (dt. seltene Traube) nicht auf die Häufigkeit ihres Vorkommens, sondern auf die ausgesprochen schöne Erscheinung dieser Sorte. Im Gegensatz zu dem, was der Name vermuten lässt, ist diese Sorte im Piemont und der Lombardei sogar weitverbreitet. Für das Jahr 2000 waren 608 Hektar bestockte Fläche gemeldet. Regional wird Uva Rara mit einer Vielzahl von unterschiedlichen Namen bezeichnet, die zum Teil Synonyme, manchmal aber auch irreführende Bezeichnungen darstellen. Im Nordpiemont findet sich häufig der Name "Bonarda" (vgl. Synonyme), dennoch ist Uva Rara nicht mit der Traubensorte Bonarda Piemontese, die von Ampelographen als der „eigentliche“ Bonarda betrachtet wird, identisch. Auch die Rebsorte Croatina wird gelegentlich als Bonarda oder Bonarda di Gattinara bezeichnet, ist aber ebenfalls nicht mit Uva Rara verwandt.
Zugelassen ist die Rebsorte für die DOC/DOCG-Weine: Boca, Colline Novaresi, Fara, Gattinara, Ghemme, Oltrepò Pavese, San Colombano al Lambro, Sizzano.
In den DOCG Weinen Gattinara und Ghemme wird die Sorte häufig unter dem Namen Bonarda Novarese als Verschnittpartner verwendet.

## Ampelographische Sortenmerkmale
In der Ampelographie wird der Habitus folgendermaßen beschrieben:
- Die Triebspitze ist offen. Sie ist weißwollig behaart, mit einem leichten roséroten Anflug an der äußersten Spitze. Die gelbgrünen Jungblätter sind nur leicht wollig behaart.
- Die großen, dicken  Blätter sind drei- bis fünflappig und kaum gebuchtet. Die Stielbucht ist geschlossen. Das Blatt ist spitz gesägt. Die Zähne sind im Vergleich zu anderen Sorten klein.
- Die walzenförmige Traube ist mittelgroß und manchmal geschultert. Die rundlichen Beeren sind groß und von violett-schwarzer Farbe. Die Schale der Beere ist dünnwandig.

Die spätreifende Sorte ergibt hellfarbene Rotweine mit geringer Säure und mittlerem Alkoholgehalt.
Die Rebsorte reift ca. 35 Tage nach dem Gutedel und gilt somit als sehr spät reifend. Die robuste Sorte treibt spät aus und kann trotz der dünnen Schale lange am Rebstock reifen. Sie eignet sich lokal auch als Tafeltraube zum frischen Verzehr.

## Synonyme
Die Rebsorte Uva Rara ist auch unter den 22 weiteren Namen bekannt: Balsamea, Balsamea Nera, Balsamina, Balsamina Nera, Bonarda, Bonarda a Grandi Grappoli, Bonarda del Novarese, Bonarda di Cavaglia, Bonarda di Gattinara, Bonarda di Ghemme, Bonarda Novarese, Foglia Lucente, Martellana, Oriana, Orianella, Oriola, Raione, Rairon, Rairone, Raplum, Raplun, Rara.